# Котова, Ирина Владимировна
Котова (Попова) Ирина Владимировна (род. 29 октября 1967) — российская поэтесса, прозаик, эссеист, хирург, доктор медицинских наук. Лауреат Малой премии «Московский счёт» (2018).

## Биография
Ирина Владимировна Котова родилась 29 октября 1967 года в Воронеже.  Окончила  Воронежский государственный медицинский университет (1986-1991) и Литературный институт имени А. М. Горького (1997-2002). Работала врачом-хирургом Воронежской областной клинической больницы №1. В 2000 году переехала в Москву. В 2004 году защитила докторскую диссертацию по специальности «хирургия» на тему «Диагностика и хирургическое лечение первичного гиперпаратиреоза». С 2004 по 2021 гг. — ведущий научный сотрудник отделения хирургической эндокринологии в Московском областном научно-исследовательском клиническом институте имени М. Ф. Владимирского.
Автор более 120 научных работ по хирургии и хирургической эндокринологии. Постоянный участник симпозиумов и конференций по хирургической эндокринологии.

## Творчество
Ирина Владимировна Котова пишет стихи, прозу, эссеистику.
Стихи Ирины Владимировны Котовой публиковались в журналах «Вестник Европы», «Воздух», «Волга», «Дружба народов», «Интерпоэзия», «Лиterraтура», «Новое литературное обозрение», «Новый мир», «Новый берег», «Цирк “Олимп”+TV», «TextOnly», Slavica Tergestina (Италия) и др., ряде антологий и коллективных сборников, переводились на итальянский язык.
Рассказы публиковались в журнале «Дружба народов», коллективных сборниках. Эссеистика — на сайте «Культурная инициатива».
Ирина Владимировна участник поэтических фестивалей в России (Москва, Санкт-Петербург, Чебоксары, Тверь), Эстонии, Италии и Сан-Марино. Постоянный автор и участник поэтических выступлений и перформансов. 
В 2018 году удостоена Малой премии «Московский счёт» за книгу «Подводная лодка».

### Поэзия
- Подводная лодка: Стихотворения. — М.: Воймега, 2017
- Белые ноги деревьев: Стихотворения. — Чебоксары: Free Poetry, 2018
- Анатомический театр: Стихотворения. — Харьков: KNTXT, 2019
- #температураземли. — М.: Новое литературное обозрение, 2021

### Хирургия
- А.П. Калинин, А.В. Павлов, Ю.К. Александров, И.В. Котова «Методы визуализации околощитовидных желез и паратиреоидная хирургия».  М.: «Издательский дом Видар-М», 2010.
- В 2012 году книга «Методы визуализации околощитовидных желез и паратиреоидная хирургия» издана в переводе на английском языке в Берлине издательством Book. Springer.

## Цитата
Ирина Котова очень хорошо умеет объяснять необъяснимое, сшивать швы… И не поручает эту работу статистам. Мефистофель в «Фаусте» Гёте дал определение сути медицины: «Дух медицины понять нетрудно, вы тщательно изучаете и большой и малый мир, чтобы в конце концов предоставить всему идти, как угодно Богу». Дух поэзии понять гораздо сложнее, но предоставим и ей идти как угодно Богу, с Ирининой помощью.
— Александр Климов-Южин, «Новый мир»

Одна из главных идей поэзии Котовой — это денормализация любого насилия и унижения. Отказ считать их нравственно допустимыми, однако, не компенсируется выдвижением какой бы то ни было социальной утопии. Противовесом насилия и увечий, переживаемых прежде всего телесно, в стихах Котовой становится способность человека — в единстве его/ее тела и души — к наслаждению и сообщничеству с другими людьми, — совместному чувствованию, совместному переживанию. — Илья Кукулин, «из предисловия к книге #температураземли»

## Награды и номинации
- Лауреат премии журнала «Подъём» (2003)[4]
- Лауреат литературного конкурса им. М.А. Булгакова (2009)[5]
- Лауреат Малой премии «Московский счет» (2018)